# NGC 298
NGC 298 је спирална галаксија у сазвежђу Кит која се налази на NGC листи објеката дубоког неба.
Деклинација објекта је - 7° 20' 1" а ректасцензија 0h 55m 2,2s. Привидна величина (магнитуда) објекта NGC 298 износи 13,8 а фотографска магнитуда 14,5. NGC 298 је још познат и под ознакама MCG -1-3-33, PGC 3250.